# Биг Тайм Раш: Фильм
«Биг Тайм Раш: Фильм» (англ. Big Time Movie) — комедийный телевизионный фильм канала Nickelodeon. Фильм про ребят из «Big Time Rush» которые едут на гастроли в Лондон — в рамках своего первого мирового турне. Оригинальная премьера в США состоялась 10 марта 2012 года. На DVD фильм вышел 28 августа 2012 года.

## Сюжет
Парни из группы «Биг Тайм Раш» отправляются в первое мировое турне, а первой их остановкой становится Лондон. Их долгожданное турне превращается в настоящий триллер, а все из-за того, что в руки ребят попало устройство, способное уничтожить мир. Теперь за парнями охотятся и шведские агенты, и британская разведка, и даже маньяк-злодей, который жаждет с помощью секретного устройства захватить Землю, захватив сперва Луну…

## В ролях
| Актёр                 | Роль                      |
| --------------------- | ------------------------- |
| Кендалл Шмидт         | Кендалл Найт              |
| Джеймс Маслоу         | Джеймс Даймонд            |
| Карлос Пена           | Карлос Гарсия             |
| Логан Хендерсон       | Гортензий «Логан» Митчелл |
| Эмма Лахана           | Пенни Лэйн                |
| Сиэра Браво           | Кэти Найт                 |
| Стивен Крамер Кликман | Густаво Рок               |
| Таня Чискольм         | Келли Уэнрайт             |

## Список треков
В фильме звучат кавер-версии нескольких песен The Beatles.
- Help!
- Can’t Buy Me Love
- We Can Work It Out
- Revolution
- A Hard Day’s Night
- I Want to Hold Your Hand
- Elevate (альбом)